# Bessin
El Bessin o país del Bessin (en francés: pays du Bessin) es una región natural de Francia, un país de Normandía antiguamente llamado Pagus Baiocensis (pays de Bayeux). Sus habitantes galos eran los bodiocasses. Hoy día, sus habitantes se conocen como Bessinois.

## Geografía
El país del Bessin designa hoy la región de Bayeux, en el departamento de Calvados. Sin embargo, su base geográfica va más allá de los límites actuales del Bessin propiamente dicho. Originalmente, el Bessin era la tierra entre los ríos Orne y Vire. Las ciudades de Caen y de Vire son, por tanto, históricamente, bessinoises.
Situado a caballo entre los departamentos de Calvados y  Mancha, el Bessin representa el tercio occidental del primero. El Bessin, en el sentido moderno, está rodeado por:
- en el oeste, el Cotentin;
- en el sur, el Bocage virois;
- al este, la campiña de Caen.

La parte occidental del Bessin, entre Bayeux y el Vire, es una tierra de bocage, mientras que hacia el este, la llanura se va convirtiendo en la campiña de Caen.
Muchos topónimos hacen referencia a la ubicación de la comuna en el Bessin: Asnières-en-Bessin, Le Breuil-en-Bessin, Cricqueville-en-Bessin, Magny-en-Bessin, Mandeville-en-Bessin, Monceaux-en-Bessin, Monts-en-Bessin, Port-en-Bessin-Huppain, Putot-en-Bessin, Secqueville-en-Bessin, Tour-en-Bessin y Vienne-en-Bessin.
Los reagrupamientos intercomunas también se refieren al Bessin:
- Pays du Bessin au Virois ;
- Communauté de communes de Bessin, Seulles et Mer.

Las principales ciudades (población mayor a 1500 hab. en 2008) son:
- Bayeux (13 478 hab.); Saint-Vigor-le-Grand (banlieue este - 2023 hab.);
- Courseulles-sur-Mer (4185 hab.);
- Le Molay-Littry (3096 hab.);
- Isigny-sur-Mer (2761 hab.);
- Port-en-Bessin-Huppain (2080 hab.);
- Grandcamp-Maisy (1775 hab.);
- Creully (1569 hab.);
- Ver-sur-Mer (1565 hab.).

## Historia

### Antigua diócesis de Bayeux
La fundación del país de Bessin está vinculada con la creación de la antigua diócesis de Bayeux, en torno a la ciudad de Augustodurum. El nombre Bessin proviene precisamente del bajo latín baiocassinus; este adjetivo mencionado desde el siglo IV significaba «de la région de los Bodiocasses», una tribu gala que tenía su capital en Bayeux. La ciudad galo-romana de Aregenua, antigua capital del pueblo de los Viducasses, fue pronto integrada en la diócesis de Bayeux y por lo tanto en el Bessin.
Es probable que la primavera de esta primera diócesis también comprendiera el futuro Cotentin, es decir el territorio de los unelos. La creación de la diócesis de Coutances en el siglo V redujo la autoridad espiritual del obispo de Bayeux a los cristianos de las ciudades de Vieux y de Bayeux.
Desde entonces, ese territorio formará el Bessin y no cambiara prácticamente de límites hasta 1790, cuando se creó el departamento de Calvados.

### Litus Saxonicum
Se llama Litus Saxonnicum a la parte marítima del Bessin, pero la zona influencia de esta litus es muy mal conocida. Parece que los sajones llegados del mar se habrían asentado en la región de Bayeux, definitivamente.

### Condado de Bessin
En la época franca, los reinos francos habían subdividido en condados en los que un comes representaba al rey y ejercía su autoridad. Este condado del Bessin parece haber correspondido con la antigua diócesis de Bayeux. Este condado se convirtió en normando en 928 cuando entró en posesión de Rollon, formando, junto con el Évrecin y el Hiémois una parte constitutiva del nuevo ducado de Normandía.

### Viczcondado de Bessin
Bajo los duques de Normandía, el título condal pertenecía propiamente al duque de Normandía. Los duques-condes nombraban a continuación a los vizcondes para representarlos en los diferentes condados normandos. Este fue el caso de Bayeux, donde los vizcondes de Bessin fueron los señores de Avranches, convertidos más tarde en condes de Chester.
Después de que Normandía se convirtiese en francesa, los reyes de Francia continuaron nombrando o designando a los vizcondes en Bayeux responsables de asistir a los bailíos de Caen. Este cargo fue suprimido en abril de 1749. 

### Bailío de Caen
El Bailío de Caen fue uno de los principales bailíos constituyentes de la Normandía francesa, con los de RRouen, Caux, Évreux, Gisors, Alençon et Cotentin. Comprendía en su jurisdicción Bessin.

### Generalidad de Caen
La generalidad de Caen, creada en el siglo XVI, fue una de las tres generalidades de la provincia de Normandía, con las de  Rouen y la de Alençon Comprendía  el Bessin, así como el gran bailío de Cotentin (con el Avranchin).

### Departamento de Calvados
Todas estas instituciones, cuando todavía existían, fueron abolidas en 1789 y reemplazadas por los departamentos. Entonces el Bessin se dividió entre Calvados y Mancha.

## El pequeño Bessin (desde elsigloXIX)

### El Bessin agrícola
El Bessin es un territorio dedicado en gran parte a la agricultura. El occidente es ante todo una zona de ganadería, mientras que el este, sobre la meseta de Caen, es una tierra de cultivo predominantemente de cereales. Las hulleras de Littry alimentan los hornos de cal y el desarrollo de la red de carreteras permitió el crecimiento de la actividad agrícola en el siglo XIX.
El mar representa un recurso importante a través de la pesca (puertos de  Port-en-Bessin-Huppain, Grandcamp-Maisy, Courseulles-sur-Mer, Isigny-sur-Mer) y la conchilicultura (baie des Veys, Asnelles).

### El Bessin turístico

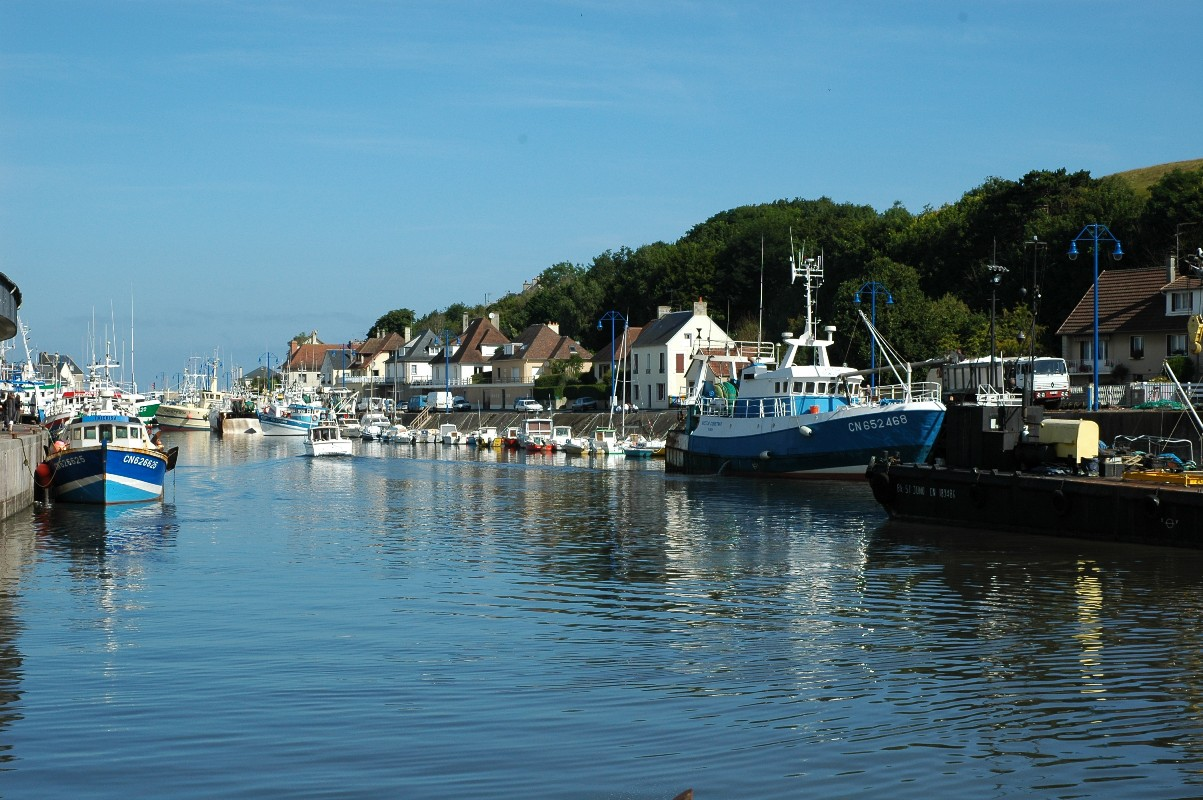
2Puerto de Port-en-Bessin-Huppain

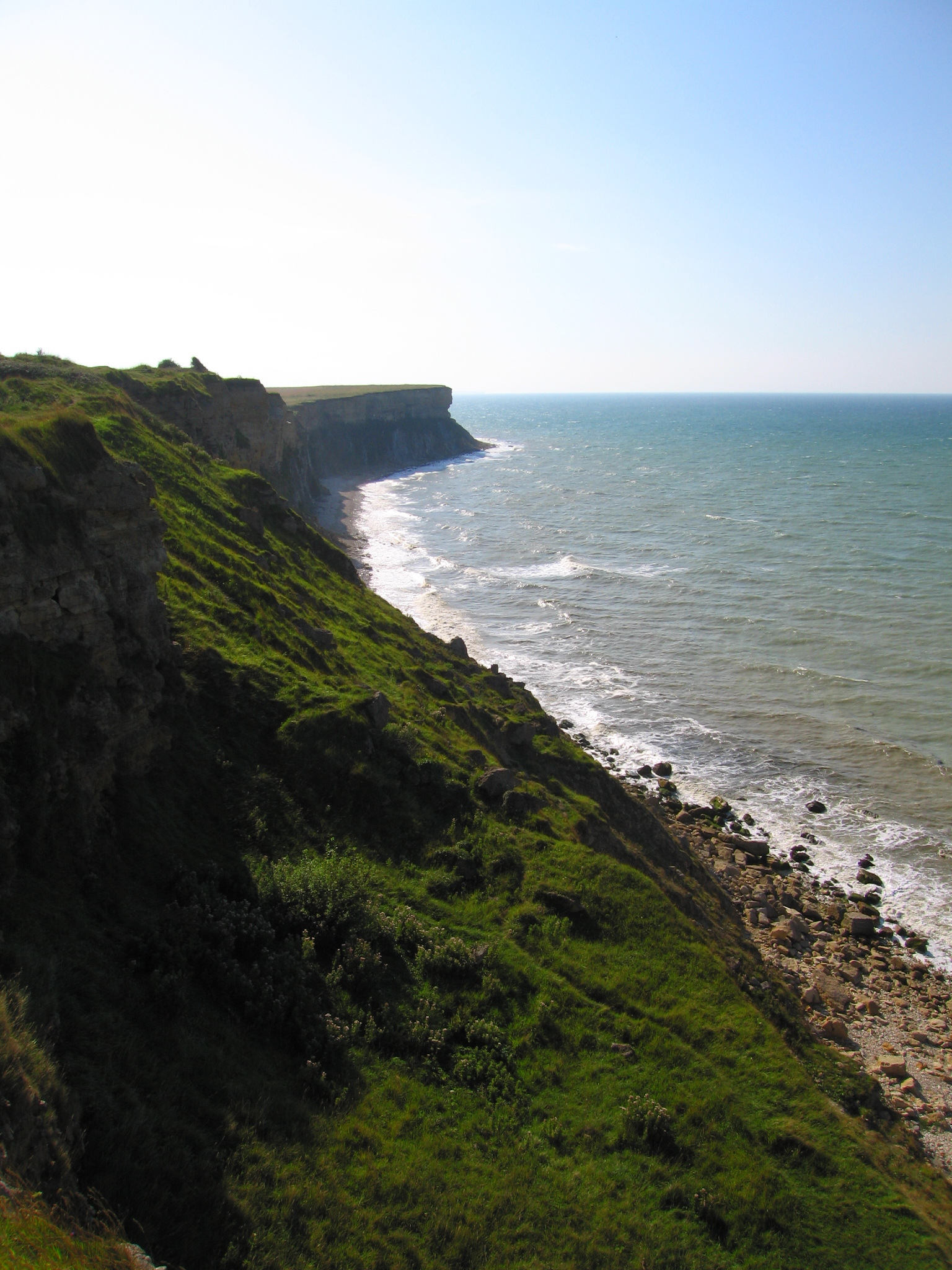
Costa en Arromanches

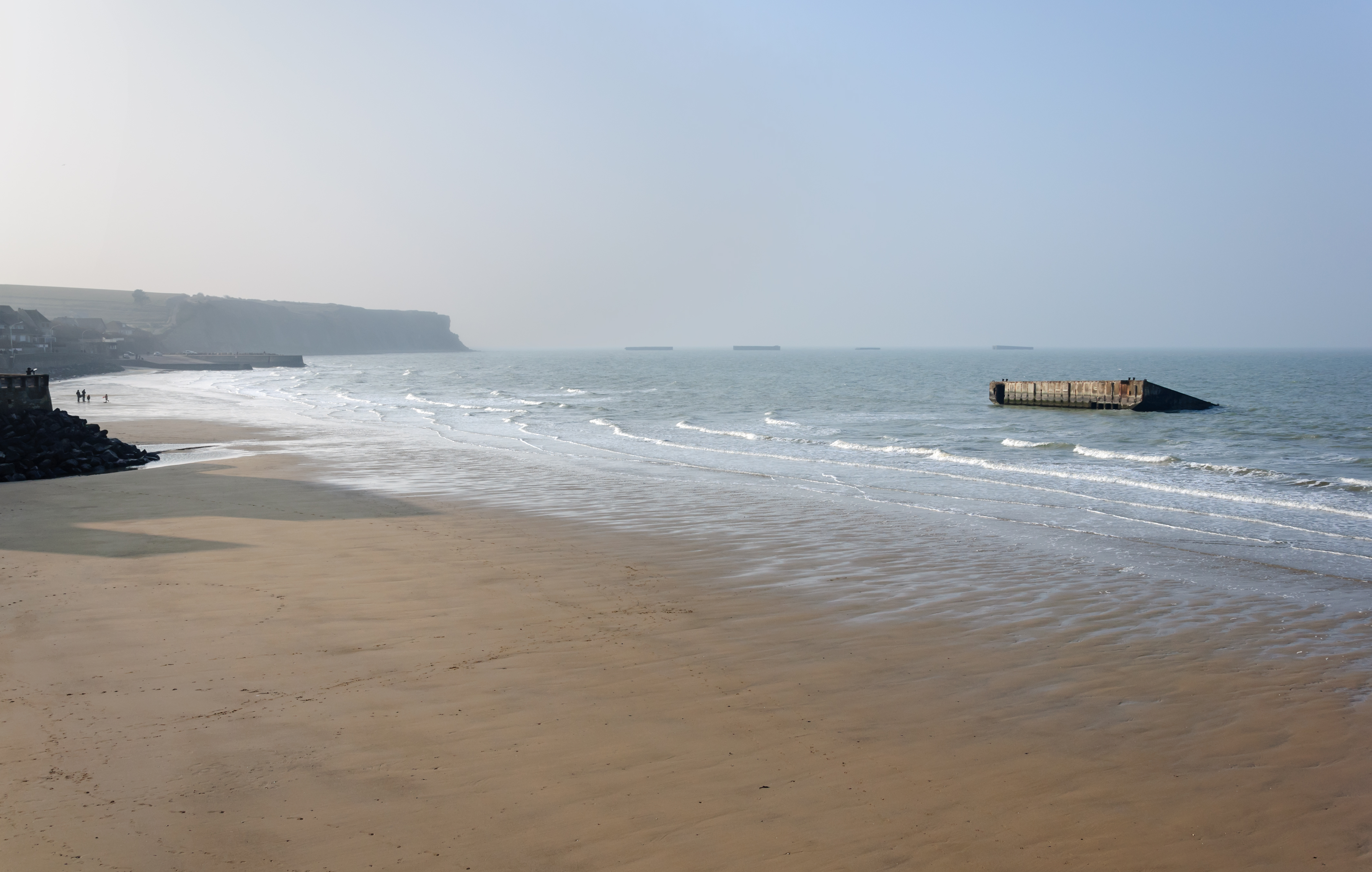
La playa de Arromanches-les-Bains, con los restos del puerto artificial Mulberry.

Reducido a una franja marítima de Calvados, el actual país del Bessin es un país rico en monumentos de la época medieval, a partir de la majestuosa catedral de Bayeux y también la abadía de Cerisy-la-Forêt.
El desembarco de 1944 marcó lo suficientemente los lugares para convertirse en un motivo de atracción turística indispensable para los comunas del Bessin. Muchos museos y cementerios militares lo atestiguan (Museo Memorial de la Batalla de Normandía, cementerio militar británico de Bayeux, cementerio militar alemán de La Cambe, cementerio americano de Colleville-sur-Mer, cementerio militar británico de Bazenville, cementerio militar británico de Chouain, cementerio militar británico de Secqueville-en-Bessin, el museo del Desembarco y restos del puerto Mulberry, en Arromanches-les-Bains, batería alemana de Longues-sur-Mer...
El museo de la mina del Molay-Littry evoca  el pasado minero del sector y exhibe el patrimonio industrial del Bessin.